# Трипи, Филиппо
Фили́ппо Три́пи (итал. Filippo Tripi; родился 6 января 2002, Рим, Италия) — итальянский футболист, защитник клуба «Мура».

## Футбольная карьера
Филиппо - уроженец Рима, итальянской столицы. С детства выступает за «Рому», является капитаном молодёжной команды. Специалисты и тренеры «римлян» прежде всего отмечают в игре Филиппо характер и лидерские качества. 26 ноября 2020 года дебютировал в основной команде в поединке Лиги Европы против «ЧФР Клуж», выйдя на замену на 84-й минуте вместо Карлеса Переса.
Выступал за юношескую сборную Италии до 18 лет.